# Dąbrówczyn
Dąbrówczyn – wieś w Polsce położona w województwie kujawsko-pomorskim, w powiecie bydgoskim, w gminie Sicienko. Miejscowość wchodzi w skład sołectwa Dąbrówka Nowa.
W latach 1975–1998 miejscowość administracyjnie należała do województwa bydgoskiego.